# ساهاک هوهانیسیان
ساهاک هوهانیسیان (ارمنی: Սահակ Մարատի Հովհաննիսյան؛ زادهٔ ۲۰ ژانویهٔ ۲۰۰۱) کشتی‌گیر اهل ارمنستان است که در مسابقات کشوری و بین‌المللی در مجموع برندهٔ ۱ مدال برنز شده‌است.